# Saison 2018 de l'équipe cycliste Cibel-Cebon
La saison 2018 de l'équipe cycliste Cibel-Cebon est la treizième de cette équipe.

## Préparation de la saison 2017

### Arrivées et départs
| Arrivées          | Équipe 2017                    |
| ----------------- | ------------------------------ |
| Dieter Bouvry     | Pauwels Sauzen-Vastgoedservice |
| Roy Jans          | WB-Veranclassic-Aqua Protect   |
| Cedric Raymackers | Differdange-Losch              |
| Timothy Stevens   | Pauwels Sauzen-Vastgoedservice |
| Lennert Teugels   | United CT                      |

| Départs          | Équipe 2018             |
| ---------------- | ----------------------- |
| Kevin De Jonghe  | Tarteletto-Isorex       |
| Mathias De Witte | Verandas Willems-Crelan |
| Alexander Maes   | Tarteletto-Isorex       |
| Joeri Stallaert  | Vorarlberg-Santic       |
| Seppe Verschuere |                         |

## Coureurs et encadrement technique

### Effectif
| Cycliste          | Date de naissance | Nationalité | Équipe 2017                    |  |
| ----------------- | ----------------- | ----------- | ------------------------------ |  |
| Dieter Bouvry     | 31 juillet 1992   | Belgique    | Pauwels Sauzen-Vastgoedservice |  |
| Robby Cobbaert    | 27 décembre 1990  | Belgique    | Cibel-Cebon                    |  |
| Dennis Coenen     | 13 novembre 1991  | Belgique    | Cibel-Cebon                    |  |
| Alexander Cools   | 13 avril 1994     | Belgique    | Cibel-Cebon                    |  |
| Stijn De Bock     | 30 septembre 1993 | Belgique    | Cibel-Cebon                    |  |
| Johannes De Paepe | 5 octobre 1992    | Belgique    | Cibel-Cebon                    |  |
| Michiel Dieleman  | 29 avril 1990     | Belgique    | Cibel-Cebon                    |  |
| Roy Jans          | 15 septembre 1990 | Belgique    | WB-Veranclassic-Aqua Protect   |  |
| Jimmy Janssens    | 30 mai 1989       | Belgique    | Cibel-Cebon                    |  |
| Gianni Marchand   | 1er juin 1990     | Belgique    | Cibel-Cebon                    |  |
| Cedric Raymackers | 19 juin 1992      | Belgique    | Differdange-Losch              |  |
| Jan Reynaerts     | 30 juillet 1997   | Belgique    | Cibel-Cebon                    |  |
| Wim Reynaerts     | 12 mai 1995       | Belgique    | Cibel-Cebon                    |  |
| Brecht Ruyters    | 14 mai 1993       | Belgique    | Cibel-Cebon                    |  |
| Timothy Stevens   | 26 mars 1989      | Belgique    | Pauwels Sauzen-Vastgoedservice |  |
| Lennert Teugels   | 9 avril 1993      | Belgique    | United CT                      |  |

## Bilan de la saison

### Victoires
| Date       | Course                                         | Pays       | Classe | Vainqueur       |
| ---------- | ---------------------------------------------- | ---------- | ------ | --------------- |
| 7/04/2018  | 2e étape du Circuit des Ardennes international | France     | 2.2    | Roy Jans        |
| 29/04/2018 | Paris-Mantes-en-Yvelines                       | France     | 1.2    | Gianni Marchand |
| 12/05/2018 | 4e étape de la Flèche du Sud                   | Luxembourg | 2.2    | Jimmy Janssens  |
| 13/05/2018 | Classement général de la Flèche du Sud         | Luxembourg | 2.2    | Gianni Marchand |